# 남포급 기뢰부설함
남포급 기뢰부설함은 대한민국 해군의 기뢰부설함이다.
대한민국 해군에서는 3척의 원산급 기뢰부설함을 건조할 계획이었으나 예산상의 이유로 원산함 1척만이 건조되었다. 그러한 문제를 해결하기 위해 2015년 5월 27일 남포급 기뢰부설함을 진수하게 되었다. 앞으로 4~5척 더 건조될 예정이다.
기뢰부설함치고는 굉장히 무장이 잘되어있다. 기뢰부설작전뿐만아니라 기뢰소해작전에서도 기뢰소해함을 호위해야 하기 때문이다.
무장이 울산급호위함과 동급 또는 그 이상으로, 기뢰부설함뿐만아니라 초계나 호위작전도 수행할 것으로보인다.

## 함급 함정
- MLS-570 남포함

## 제원
- 경하배수량: 3000톤
- 길이 114m
- 전폭: 17m
- 승조원: 120명
- 최고속력: 23노트
- 무장: 76mm 함포 1문, 경어뢰(청상어), 어뢰음향대항체계(TACM: Torpedo Acoustic Counter Measure), 유도탄기만체계(MASS: Multi Ammunition Soft kill System), 선체고정 소나